# Пиерикос
«Пиерикос» (греч. Πιερικός ΣΦΚ — Πιερικός Σύνδεσμος Φιλάθλων Κατερίνης) — греческий футбольный клуб из города Катерини.

## История
Клуб был основан 11 апреля 1961 года в результате слияния двух местных клубов «Мегас Александрос» и «Олимпос». В течение года команде удалось завоевать путевку в Дивизии А в которой Пиерикос задержался на десять лет. В 1972 команда вылетела в Дивизион Б где и провела три года. Сезоне 1978/79 Пиерикос начал в Дивизион Б и занял 3 место, но в конце сезона клуб был обвинен в договорном матче, в котором победил 3:0 на выезде. В итоге клуб был понижен до Национальной Любительской Дивизион (D3).

## Успехи
- Финалист Кубка Греции: 1963.
- 5 место в Греческой суперлиге: 1966, 1968.